# Anna Sikora
Anna Ewa Sikora z domu Kasprzyszak (ur. 26 czerwca 1966 we Wrocławiu) – polska polityk, samorządowiec, posłanka na Sejm VI kadencji.

## Życiorys
Ukończyła studia ekonomiczne w Wyższej Szkole Handlu i Prawa w Warszawie. Od 1996 do 2000 działała w Lidze Republikańskiej. W latach 1998–2002 zasiadała w radzie miasta Józefów z listy Akcji Wyborczej Solidarność. Następnie do 2006 była radną sejmiku mazowieckiego. W 2003 zajmowała stanowisko zastępcy burmistrza Wawra. Później zasiadała w zarządzie spółki miejskiej Kupieckie Domy Towarowe, w 2007 pełniła funkcję doradcy wojewody mazowieckiego Jacka Sasina.
Należała do Przymierza Prawicy, potem przystąpiła do Prawa i Sprawiedliwości. W 2005 bezskutecznie kandydowała do Sejmu z listy tego ugrupowania. W wyborach parlamentarnych w 2007 została wybrana na posła na Sejm VI kadencji z listy Prawa i Sprawiedliwości, otrzymując w okręgu podwarszawskim 9264 głosy.
W 2004 i 2009 z listy PiS bez powodzenia kandydowała do Parlamentu Europejskiego. W 2011 prokurator generalny wniósł o uchylenie jej immunitetu poselskiego celem przedstawienia rzekomego zarzutu znieważenia funkcjonariusza publicznego (policjantów, którzy dokonywali jej kontroli drogowej). W wyborach do Sejmu w tym samym roku nie uzyskała reelekcji.
W 2014 Anna Sikora ponownie uzyskała z ramienia PiS mandat radnej sejmiku mazowieckiego. Wkrótce została zawieszona w prawach członka partii i znalazła się poza jej klubem w sejmiku. W 2018 nie ubiegała się o reelekcję, natomiast kandydowała jako bezpartyjna z ramienia lokalnego komitetu na burmistrza Józefowa, otrzymując 1,2% głosów (co stanowiło ostatnie, 6. miejsce).